# Prunet (Cantal)
Prunet – miejscowość i gmina we Francji, w regionie Owernia-Rodan-Alpy, w departamencie Cantal.
Według danych na rok 1990 gminę zamieszkiwało 505 osób, a gęstość zaludnienia wynosiła 18 osób/km² (wśród 1310 gmin Owernii Prunet plasuje się na 405. miejscu pod względem liczby ludności, natomiast pod względem powierzchni na miejscu 247.).